# جيرمان تيون
ولدت جيرمان تيون في 30 مايو سنة 1907 في أليجر (بإقليم لوار العليا الفرنسي) وتوفيت يوم 19 أبريل من سنة 2008 في سان ماندي (إقليم فال دو مارن الفرنسي)، وهي عالمة إثنولوجية فرنسية تم إرسالها من طرف النخبة الفرنسية ثم من طرف الجيش الفرنسي للقيام بدراسة مجتمعات الأوراس في الجزائر.
تحصلت على العديد من الأوسمة لإنخراطها في صف المقاومة الفرنسية خلال الحرب العالمية الثانية، في عام 1999 كانت ثاني امرأة فرنسية تتحصل على وسام جوقة الشرف صنف الصليب الكبير بعد جينيفيف ديغول-أنتونيوز. تم دفنها في جنازة رسمية في مقبرة العظماء في باريس يوم 27 مايو سنة 2015، بمعة جينيفيف ديغول-أنتونيوز، جان زاي، وبيير بروسوليت.

## سيرتها شخصية

### الأسرة والطفولة
ولدت جيرمان تيون في 30 مايو سنة 1907 في أليجر (إقليم لوار العليا الفرنسي).
هي ابنة لوسيان تيليون الذي كان قاضي (1867-1925)، وإميلي كوساك (1876-1945)، المعروفة باسمها الزوجي، إميلي تيون. لديها أخت من مواليد 1909 إسمها فرانسواز.
ينتمي والديها إلى الطبقة البرجوازية، من التيار الجمهوري والمذهب الكاثوليكي واللذين ينحدران من طبقة النبلاء: رجال قانون من منطقة شارول من جهة الأب، ومن منطقة ألوز (كانتال) من جهة الأم؛ في عام 1907، تم تعيين والدها قاضيًا للسلام في أليجر، وهي الوظيفة التي لم يبقى فيها وقتًا طويلاً ؛ كان يهتم بالموسيقى والآثار والتصوير والصيد والحياة الريفية.
تم إرسال جيرمان وهي في الثامنة من عمرها رفقة أختها فرانسواز إلى مؤسسة جان دارك في كليرمون فيران التي درستا فيها بالنظام الداخلي. وتلقت جيرمان فيها تعليمها الأولي من التعليم الابتدائي إلى المدرسة الثانوية ، عندما بدأت الحرب العالمية الأولى قالت جيرمان «أنا لن أشك في وجود وحشين بدون وجه: الألماني والموت. في الليل أحلم بأن أنضم للكفاح ككلب حرب».
في عام 1922، استقر والداه في سان مور في منزل أجدادها فرانسوا كوساك (1849-1927) وماري أنطوانيت فيفييه (1851-1945 ).
ساهم والداها عبر دار النشر هاشيت في صياغة الدليل الأزرق (أقدم دليل سياحي فرنسي) بالإضافة إلى كتب سياحية أخرى، وهو ماواصلت إميلي تيليون بفعله بمفردها بعد وفاة زوجها.

### دراسات عليا

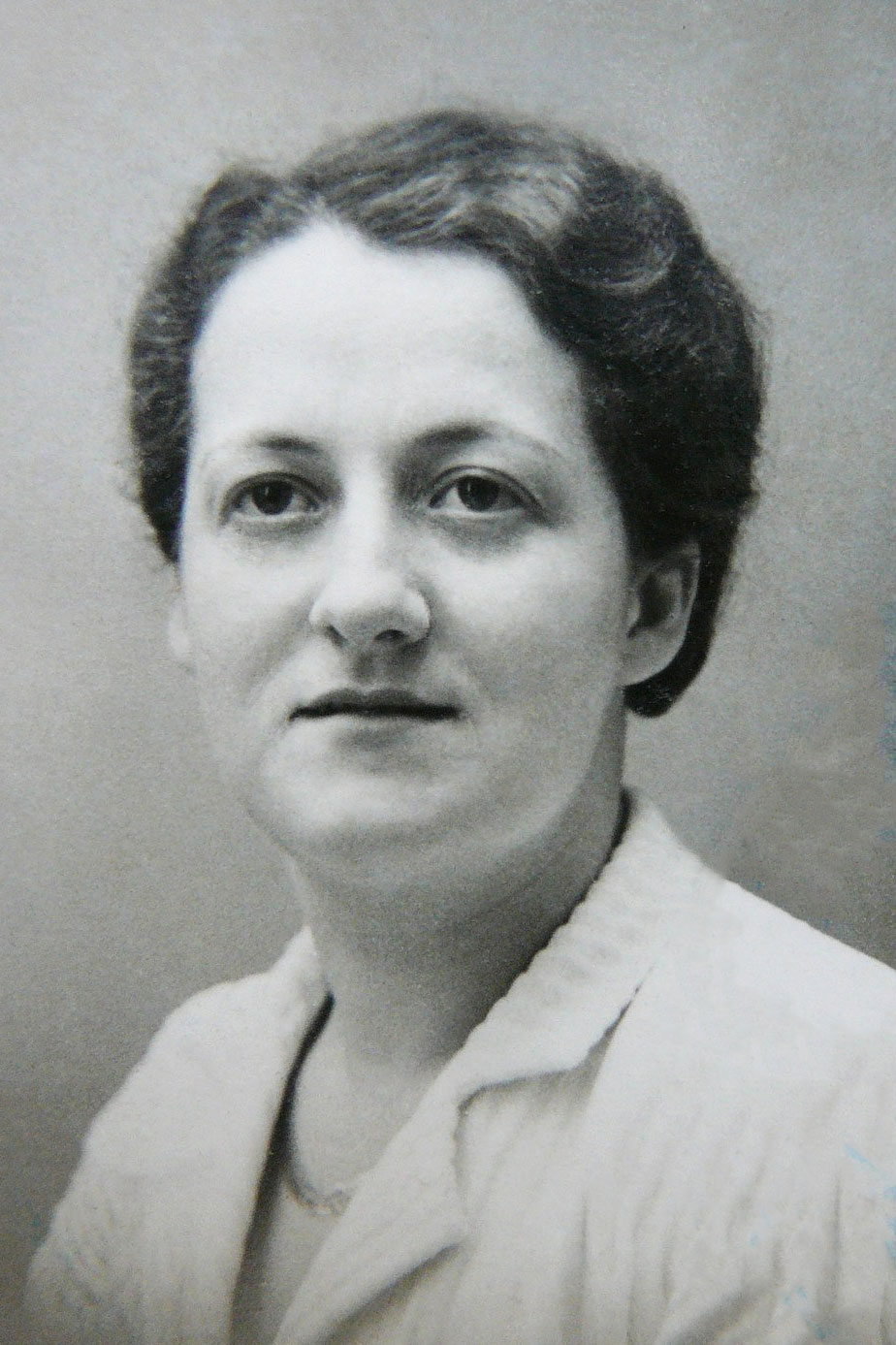
جيرمان تيون، ثلاثينيات القرن العشرين (صورة لبطاقة الطالب الخاصة بها).

بعد حصولها على شهادة البكالوريا عام 1925، تابعت جيرمان تيون دراسات متعددة فقد كانت تقول: «أنا أقوم بالدراسات التي تعجبني: أركيولوجيا في مدرسة اللوفر، ثم دراسة التاريخ السحيق، وتاريخ الأديان، وعلم المصريات والفولكور الفرنسي والسلتي، وخصوصا الإثنولوجيا التي لي شغف كبير لها.»
ابتداءا من عام 1928، غيرت مجالها الدراسي إلى علم الأعراق البشرية، مع مارسيل موس، الذي كان أستاذا في المدرسة التطبيقية للدراسات العليا في فرنسا، ومؤسس معهد الإثنولوجيا (1925) وأستاذًا في كوليج دو فرانس. في عام 1932، تواصلت أيضًا مع لويس ماسينيون، أستاذ آخر في كوليج دو فرانس، والذي كان في الأصل متخصصا في الإسلام قبل أن بصبح باحثًا متعدد التخصصات في المجال الإسلامي.
في نهاية سنة 1932، قامت برحلة مطولة في بروسيا الشرقية (من شهر ديسمبر 1932 إلى شهر فبراير 1933) وقالت حينها«كان أول اتصال (مليئ بالسخرية) مع النازية»، خصوصا عبر طلاب جامعة كونيغسبرغ، حين بدأ النازيون في الوصول إلى السلطة (هتلر أصبح مستشارا يوم 30 يناير سنة 1933).
في 1934 (في الوقت التي أنهت فيه تعليمها في مدرسة اللوفر وتحصلت على شهادتها من معهد الإثنولوجيا)، تم إقتراحها لمهمة في جبال الأوراس بالجزائر لدراسة مجتمعات الشاوية في إطار منحة للمجتمع الدولي لللغات الإفريقية. ولأنها لم تكن تعرف شيئا عن الموضوع، بدأت في تعلم اللغة البربرية في مدرسة اللغات الشرقية في باريس.

### مهماتها في الأوراس (1935-1940)

#### البعثة الأولى
بعثتها الأولى كانت بين سنتي 1935 و1936، وقد رافقت جيرمان تيون زميلتها تيريز ريفيير التي كانت قائدة للمهمة ومديرة لفرع «إفريقيا البيضاء وبلاد الشام» في متحف علم الأعراق تروكاديرو. استفادت كل من الشابتين من منحة مالية للقيام بأبحاث في منطقة الأوراس الجزائرية. وبعد عودة تيريز ريفيير إلى باريس، استمرت جيرمان تيون لوحدها في أبحاثها في «بلدية الأوراس المختطلة» التي كان مقرها آريس.
سافرت في البداية عبر منطقة منعة (جنوب غرب آريس)، حيث كان يوجد بعض السكان الناطقين بالفرنسية، وقامت بجمع عدد كبير من الحكايات والأساطير. ثم استقرت في الجهة الجنوبية الجنوبي لجبل أحمر خدو، في قرى كيمل ثم في منطقة كباش (بلدية المزيرعة حاليا)، وسط عرش (قبيلة) من أولاد عبد الرحمن. والتي تقع على بعد 70 كم من آريس، حيث يستغرق الوصول إليها عدة ساعات على ظهور الخيل للوصول إلى هذه الأماكن المعزولة للغاية.

#### دوار تاجموت وأولاد عبد الرحمن
تقع كباش في دوار تاجموت (اليوم في بلدية المزيرعة، ولاية بسكرة)، التي تضم أعراش بني ملكم وأولاد عبد الرحمن. القايد وهو المسؤول عن الدوار (كان يتلقى مرتبا يقدر ب750 فرنكًا في الشهر)، وكان مسلم لكن أصله من قسنطينة، هو خادم سابق لرئيس الدائرة؛ وهناك أيضا سكرتير (خوجة) تدفع له 300 فرنك شهريا. بينما يقوم المكلف بنقل الرسائل بإحضار التعليمات بانتظام من دائرة باتنة (وفي نفس الوقت البريد الموجه إلى الباحثين الإثنوغرافيين).
أولاد عبد الرحمن  هم مزارعون ومربوا مواشي متنقلون بين حافة الصحراء في الشتاء والمرتفعات في الصيف. في قلعة كباش، في منتصف الطريق بينهما، يوجد مخزن الحبوب الجماعي حيث يحتفظون بالمحاصيل (القمح وخاصة الشعير). في عام 1936، وفقًا لبيان صادر عن جيرمان تيون، كان عددهم 779 (92 عائلة مقسمة بين 5 فرق متزاوجة). كانت هذه القبيلة موضوع أطروحتها.

#### الوضع العام في الجزائر
للوهلة الأولى، كان لديها انطباع بأنه لا توجد مشاكل كبيرة في العلاقات بين الفرنسيين والجزائريين. لكن إقامتها القصيرة في مدن باتنة (في الصيف) أو بسكرة (في الشتاء) كشفت لها أن التوترات قائمة. وعلى وجه الخصوص، في بداية عام 1935، عندما التقت بالدكتور شريف سعدان ، الذي كان ضحية للسلوك العنصري للأوروبيين في بسكرة. مما جعلها تعيد تفسير عدد من الحقائق التي كانت تبدو غير مهمة من حيث العنصرية. بعد ذلك، تواصلت مع مثقفين جزائريين آخرين، ولا سيما محمد بن جلول، وهو طبيب من باتنة  ومدرسين قاموا بتحرير جريدة صوت المتواضعين. ولاحقا علمت في فرنسا عام 1938 بتشكل حركة جديدة من طرف مصالي الحاج.
منذ ذلك الوقت، كانت على دراية بالمشاكل المستقبلية للمجتمع الكولونيالي في الجزائر؛ وقد طلب منها تقديم تلخيص عن الوضع خلال مؤتمر في باريس عام 1938 بناءً على طلب ويليام مارسيه والقائد العسكري مونتاني.

#### الحصيلة
إجمالاً، من عام 1935 إلى عام 1940، نفذت جيرمين تيليون مهمتين في الجزائر، أولهما بفضل المجتمع الدولي للغات الإفريقية (1935-1936)، والثاني بفضل المركز الوطني الفرنسي للبحث العلمي (1939-1940).
لسوء الحظ، اختفت الكثير من الأعمال التي قامت بها خلال هذه السنوات الست خلال الحرب العالمية الثانية. لم تنشر كتابًا مخصصًا عن الأوراس إلا في سنة 2000 عنوانه: كان يا مكان: الإثنوغرافيا (بالفرنسية: Il était une fois l’ethnographie)، تلاها في عام 2005 كتاب الجزائر الأوراسية (بالفرنسية L'Algérie aurèsienne).
خلال إقامتها في فرنسا في فترة 1937-1938، أصبحت على إتصال مرة أخرى بألمانيا النازية في بافاريا وأمضت فيها بضعة أيام. كانت تتردد بانتظام على متحف الإنسان، والتقت بأحد نواب جاك سوستيل، الذي كان عالم الأعراق قبل أن يصبح لاحقا الحاكم الفرنسي العام عن الجزائر وأحد المساندين الكبار للحركة الإرهابية منظمة الجيش السري التي كانت ترفض استقلال الجزائر.

### ما بعد الحرب
بعد أن تم أسرها خلال الحرب بسبب مشاركتها في مقاومة الإحتلال الألماني لفرنسا، عادت إلى فرنسا في جويلية 1945 وانضمت إلى المركز الوطني للبحث العلمي، لكنها تركت قسم الإثنولوجيا للعمل في قسم التاريخ المعاصر، حيث كرست نفسها للعمل حول تاريخ الحرب العالمية الثانية (التحقيق في جرائم الحرب النازية).

### بعثة المراقبة (نوفمبر 1954 - فبراير 1955)
في الفاتح من نوفمبر 1954، الذي يمثل بداية ثورة التحرير الجزائرية، وقعت أخطر الهجمات في جبال الأوراس: حيث تم قتل أربع جنود فرنسيين في كل من باتنة وخنشلة بالإضافة إلى اعتراض حافلة بسكرة - آريس، التي تلاها مقتل القايد الذي يعمل لصالح فرنسا المسمى بن حاج صادوق ومعلم فرنسي قتل خطأ كان حاضرا في الحافلة إسمه غاي مونيروت. أدت هذه الأحداث إلى قيام لويس ماسينيون باستدعاء جيرمان تيون وكلفها بمهمة مراقبة لمدة ثلاثة أشهر تحت الأمر المباشر لوزير الداخلية الفرنسي بيير مينديس، وفرانسوا ميتران الذي سيصبح لاحقا رئيسا لفرنسا.
تتم مهمتها بشكل رئيسي في مقاطعة قسنطينة التي كانت تتبعها منطقة الأوراس، حيث عادت إلى الأماكن التي كانت فيها قبل عشرين عامًا ووجدتها قد تغيرت تمامًا: حيث لاحظت انهيار المجتمع التقليدي وانخفاض مستوى معيشة وتناقص عدد أفراد القبائل التي قامت بإحصاءها سابقا.
هذه الظاهرة العامة (بغض النظر عن القمع العسكري، والتي عانت منه بشكل خاص منطقة الأوراس) قامت بتسميتها«تشرد الشعب الجزائري»، بما في ذلك النزوح من الريف وتكوين العشوائيات حول المدن الكبرى. وخلصت إلى أنه يجب بذل جهد كأولوية لتعليم الشباب الجزائري من المناطق الريفية وتدريبهم بشكل احترافي للقضاء على الثورة.

#### عندما أصبحت عضو في ديوان الحاكم العام للجزائر (فبراير 1955 - يناير 1956)
في نهاية مهمتها، عادت إلى الجزائر العاصمة بعد فترة وجيزة من تعيين جاك سوستيل حاكما عاما على الجزائر. بعد مقابلة جمعتهما يوم 22 فبراير 1955 ، قرر جاك سوستيل تعيينها مسؤولة عن الشؤون الاجتماعية والتعليمية في إدارته. ورغم عملها الجديد لم تترك منصبها في المركز الوطني الفرنسي للبحث العلمي الذي ضلت تابعة له.

#### الجزائر عام 1957
بعد رحيل جاك سوستيل، أمضت ثلاثة أشهر بين قبائل الطوارق في الصحراء، قبل أن تعود إلى باريس.
بناءً على طلب رسمي، طورت نصًا عن الوضع الاقتصادي والاجتماعي في الجزائر، نُشر على عدة أجزاء في جريدة حركة«أصوات ووجوه» ، ثم على شكل كتيب. وصل هذا النص، الذي لم يكن معروفًا في البداية، إلى جمهور أوسع عندما تم نشره في عام 1957 من قبل دار نشر مينوي (Éditions de Minuit)، مما أثار عددًا معينًا من الانتقادات (انتقادات بعدم ذكر القضايا السياسية)، وهي انتقادات مماثلة للتي تلقاها ألبير كامو، الذي كتب توطئة لها في الطبعة الأمريكية من الكتاب.
قامت بإدلاء شهادتها في شهر مايو من سنة 1957 كشاهد دفاع في محاكمة محمد بن صادق عضو جبهة التحرير الوطني، مما أدى إلى قطع علاقتها عن جاك سوستيل، الذي كان أيضا شاهدا في القضية ضد المناضل محمد بن صادق.

#### CICRC في الجزائر
في يونيو 1957، وخلال معركة الجزائر التي كانت قد بدأت منذ خمسة أشهر، تحصل ديفيد روسيت على تصريح لزيارة أماكن الاحتجاز في الجزائر. أرسلت اللجنة خمسة أشخاص إلى الجزائر، من بينهم جيرمين تيليون ولويس مارتن شوفييه (الذين لم يشاركوا في صياغة التقرير) بالإضافة إلى ثلاثة أشخاص غير فرنسيين.

#### اتصالاتها بالمناضل ياسف سعدي (يوليو- أغسطس 1957)
كان ياسف سعدي، المسؤول عن جبهة التحرير الوطني في مدينة الجزائر مبحوثا عنه من قبل المظليين التابعين للجنرال جاك ماسو. قام ياسف سعدي بطلب لقاء جيرمان تيون وحدث ذلك يوم 4 يوليو 1957، في قصبة الجزائر العاصمة؛ حيث قابلته سرًا (تم تقديمه لها على أنه «الأخ الأكبر») برفقة علي لابوانت (الوحيد الذي تم تسميته بإسمه خلال اللقاء)، وبحضور المناضلة زهرة ظريف  والمناضلة فاطمة بو حيرد. استغرق اللقاء خمس ساعات؛ حيث اقترح ياسف السعدي بوضع حد للهجمات العشوائية مقابل وقف الإستعمار الفرنسي عمليات الإعدام.
في 9 أغسطس قابلت ياسف سعدي مرة أخرى بحضور زهرة ظريف ، ولم يكن أي عضو من أعضاء لجنة التنسيق والتنفيذ الجزائرية قادرًا أو يرغب في القدوم بالرغم من الحاحها على ذلك. تم اعتقال ياسف سعدي يوم 22 سبتمبر من نفس السنة؛ ونظرًا لاحترامه توقيف الهجمات العشوائية، سعت جيرمان تيليون إلى نقله من عهدة المظليين إلى عهدة العدالة المدنية ؛ ثم أثناء محاكمته في يوليو 1958 في الجزائر العاصمة قامت بإدلاء بشهادتها للدفاع عنه، ورغم ذلك حكم عليه بالإعدام، ثم تحصل على عفو من الجنرال ديغول في عام 1959.
نص شهادتها المنشورة في الصحافة منذ عام 1958، أثار هجومين، مما دفع جيرمين تيليون للرد علنًا، في البداية كتبت ردا على سيمون دي بوفوار في عام 1964 ، ثم على الجنرال ماسو في عام 1971.
في أبريل 2008، التقى بها ياسف سعدي وهي على فراش الموت، وكان حاضرًا أيضًا في باريس خلال إعادة دفنها في مقبرة العظماء يوم27 مايو 2015.

#### تدخلات أخرى
- مع الجنرال ديغول: قابلته لأول مرة سبتمبر 1957 بناء على طلب الجنرال حول كتابها عن الجزائر؛ لكنها تحدثت معه أيضا عن محادثاتها مع ياسف سعدي. كتبت إليه لاحقا [30] بشأن محاكمة السعدي،
- رسالة إلى الكاردينال فيلتين [31] (7 ديسمبر 1957): حول ممارسات الجيش الفرنسي بقتل الجرحى والأسرى من الجزائريين، وحالات اختفاء الموقوفين، والتعذيب.
- رسالة إلى ألبير كامو [32] (3 يناير 1959): طلبت دعمه العلني للعفو عن عدد من المحكوم عليهم، بمن فيهم ياسف سعدي.
- شاركت ابتداءا من سنة 1960 في مجموعة الحقيقة الحرية Vérité-Liberté ، التي انبثقت عن لجنة موريس أودين عام 1957؛ وقد أشارت بيير فيدال ناكيه [33] إلى أنها حظيت بالاحترام بالإجماع باستثناء جاك فيرجيس الذي كان يكرهها.[34]

### كتب تكلمت عنها باللغة الفرنسية
- مارتن بلومنسون، شبكة متحف الإنسان ، باريس، دار نشر لو سوي، 1979
- جان لاكوتور، الشهادة قتال، سيرة ذاتية لـ جيرمان تيون، دار نشر لو سوي، 2000
- كريستيان برومبيرجر، تزفيتان تودوروف، جيرمين تيليون. عالم الأعراق البشرية في القرن ، دار نشر آكت سيد، 2002
- نانسي وود، جيرمين تيليون، ذكرى امرأة: من جزائر إلى أخرى، دار نشر أوترومون، 2003
- فابيان ساكريستي، وجيرمين تيليون، وجاك بيرك، وجان سيرفييه، وبيير بورديو. علماء الأعراق في حرب الاستقلال الجزائرية ، باريس، لهرماتان، كول. " تاريخ البحر الأبيض المتوسط وآفاقه»، 2011
- ماري لوري لو فولون، محاكمة رافينسبروك. جيرمين تيلون: من الحقيقة إلى العدالة ، طبعات Cherche-Midi ، 2016
- ميشيل كوكيه، الأوراس بقلم تيريز ريفيير وجيرمين تيليون - أن تكون عالم إثنولوجيا في الجزائر في الثلاثينيات ، Le Bord de l'Eau ، 2019

### المعارض
- 2018 : الأوراس سنة 1935، مع تيريز ريفيير، من7 إل 15 أبريل سنة 2018 في مونبلييه

## روابط خارجية
- جيرمان تيون على موقع IMDb (الإنجليزية)
- جيرمان تيون على موقع ميوزك برينز (الإنجليزية)